# Западинці (зупинний пункт)
Запади́нці — пасажирський зупинний пункт Жмеринської дирекції Південно-Західної залізниці, розміщений на дільниці Старокостянтинів I — Гречани між станцією Красилів (відстань — 7 км) і зупинним пунктом Заруддя (8 км). Відстань до ст. Старокостянтинів I — 25 км, до ст. Гречани  — 27 км.
Розташований у Красилівському районі Хмельницької області, за 1,5 км на північний захід від однойменного села.
Відкритий 1951 року як роз'їзд. До 1959 мав назву Западниці.